# STEPPER'S DELIGHT
「STEPPER'S DELIGHT」（ステッパーズ・ディライト）はRIP SLYMEの1枚目のシングル。2001年3月22日発売。

## 概要
RIP SLYMEのメジャーデビューシングル。
オリコンシングルチャートでは初登場30位だったが、発売3週目に最高位の23位を記録。最高位こそメジャーデビュー後の彼らにとっては最も低いが、10万枚を売り上げるヒットとなった。
ジャケットデザインはgroovisionsが担当し、メンバーを『天才バカボン』風にアレンジしたイラストとなっている。また、「STEPPER'S DELIGHT」のPV内にもこのイラストが登場する。
この作品の表記は、「STEPPER'S DELIGHT」と「ステッパーズ・ディライト」の両方が見られ、公式サイトのディスコグラフィーでは前者だが、オリコンでは後者の表記になっている。本項では、基本的に前者の表記で統一する。

## 収録曲
1. STEPPER'S DELIGHT
（作詞：RYO-Z, ILMARI, PES, SU　作曲：DJ FUMIYA）
A面曲。

発売当初にスズキ「ジムニー」「Kei」「FISフリースタイルリミテッド」のCMソング、2004年にサッカープレイヤーのロナウジーニョの指名でNIKE FOOTBALLの東アジアCM曲に使用された。PVではメンバーが卓球をしている。アルバム『FIVE』収録。
1. AIR CONDITIONER
（作詞：RYO-Z, ILMARI, PES, SU　作曲：DJ FUMIYA）
アルバム未収録。
2. STEPPER'S DELIGHT (DJ DIE MIX)
（作詞：RYO-Z, ILMARI, PES, SU　作曲：DJ FUMIYA）
A面曲のリミックスバージョン。